# Octamoxin
Octamoxin (tên thương mại Ximaol, Nimaol), còn được gọi là 2-octylhydrazine, là một chất ức chế monoamin oxydase không thể đảo ngược và không chọn lọc (MAOI) thuộc nhóm hydrazine được sử dụng làm thuốc chống trầm cảm trong những năm 1960.